# Lautaro Arellano
Lautaro Nahuel Arellano (* 17. April 1997 in General Pacheco) ist ein argentinischer Fußballspieler, der seit dem 7. Januar 2024 als zentraler Mittelfeldspieler für den argentinischen Verein Deportivo Merlo spielt.

## Vereinskarriere
Arellano begann seine professionelle Fußballkarriere am 1. Juli 2014, als er die Jugendauswahl des Vereins River Plate, wo er in der U20 spielte, verließ, und in die zweite Mannschaft von River Plate (River Plate II) wechselte, er stand aber in der Saison 2015/16 auch dreimal im Kader der ersten Mannschaft. Am 8. November 2015 debütierte er in der Primera División, der höchsten argentinischen Fußballliga, gegen Newell’s Old Boys, als er bei der 0:2-Niederlage im letzten Saisonspiel in der ersten Halbzeit spielte. Dies blieb der einzige Einsatz in der Primera División.
Am 20. August 2017 wechselte er zur zweiten Mannschaft des argentinischen Erstligisten Estudiantes de La Plata. Der Sprung zur ersten Mannschaft gelang ihm hier nicht. Arellano verließ den Verein nach weniger als einem Jahr, am 17. August 2018, und spielt seither in der dritten argentinischen Liga; er trat in den Club Atlético Fénix ein, wechselte aber bereits am 11. Juli 2020 nach Deportivo Armenio, wo er bis 1. Januar 2023 blieb. Im selben Jahr war er für einige Monate im Club Atlético Puerto Nuevo aktiv, seit 7. Januar 2024 steht er beim Verein Deportivo Merlo unter Vertrag.